# Štupelj
Shtupel en albanais et Štupelj en serbe latin (en serbe cyrillique : Штупељ) est une localité du Kosovo située dans la commune/municipalité de Klinë/Klina et dans le district de Pejë/Peć. Selon le recensement kosovar de 2011, elle compte 771 habitants.

## Démographie

### Évolution historique de la population dans la localité
| 1948 | 1953 | 1961 | 1971 | 1981  | 1991  | 2011 |
| ---- | ---- | ---- | ---- | ----- | ----- | ---- |
| 631  | 666  | 777  | 960  | 1 086 | 1 258 | 771  |

|  |

### Répartition de la population par nationalités (2011)
En 2011, les Albanais représentaient 80,28 % de la population et les Égyptiens 19,06 %.